# Copa Solidaridad de la AFC 2020
La Copa Solidaridad de la AFC 2020 sería la II edición de este torneo internacional dirigido a las selecciones nacionales de fútbol con el menor ranking de la Confederación Asiática de Fútbol (AFC). Se llevaría a cabo del 30 de noviembre al 13 de diciembre de 2020.
En abril de 2016, se propuso que tuviera lugar en septiembre de 2020, pero se reprogramó para diciembre. En mayo de 2019, se reprogramó una vez más para marzo de 2020. La AFC anunció el 17 de septiembre de 2019 que se jugaría entre el 30 de noviembre y el 13 de diciembre de 2020. Sin embargo, debido a la pandemia de COVID-19 en Asia, la Copa de la Solidaridad no se pudo jugar como estaba programado. El 10 de septiembre de 2020, la AFC anunció que el torneo de 2020 se cancelaría y que la próxima edición se jugaría en 2024.

## Equipos participantes
La competición sería disputada por un máximo de diez equipos. Todos los equipos que no estuvieran compitiendo en la tercera ronda de la Clasificación de AFC para la Copa Mundial de Fútbol de 2022 ni en la tercera ronda de la Clasificación para la Copa Asiática 2023 habrían sido elegibles para participar, incluidos:
- Los seis equipos que fueron eliminados de la primera ronda de la Copa Mundial de la FIFA 2022 y de la Copa Asiática 2023 de clasificación conjunta.
- Los cuatro equipos que fueron eliminados de la ronda de play-off de las eliminatorias de la Copa Asiática de la AFC 2023.

| Equipo         | Calificado como            | Fecha de calificación | Participaciones | Mejor campaña  |
| -------------- | -------------------------- | --------------------- | --------------- | -------------- |
| Bután          | Perdedor primera ronda AFC | 11 de junio de 2019   | 0 (debut)       | —              |
| Brunéi         | Perdedor primera ronda AFC | 11 de junio de 2019   | 1               | 4º lugar       |
| Timor Oriental | Perdedor primera ronda AFC | 11 de junio de 2019   | 1               | Fase de grupos |
| Laos           | Perdedor primera ronda AFC | 11 de junio de 2019   | 1               | 3º lugar       |
| Pakistán       | Perdedor primera ronda AFC | -                     | 0 (debut)       | -              |
| Macao          | Perdedor primera ronda AFC |                       | 1               | Subcampeón     |
| TBD            | Perdedor ronda de play-off |                       |                 |                |
| TBD            | Perdedor ronda de play-off |                       |                 |                |
| TBD            | Perdedor ronda de play-off |                       |                 |                |
| TBD            | Perdedor ronda de play-off |                       |                 |                |